# Tirana (stad)
Tirana (Albanees: Tiranë, bepaalde vorm Tirana; Gegisch: Tirona) is de hoofdstad en veruit de grootste stad (bashki) van Albanië. De stad is gelegen in het centrum van het land aan de rivieren de Ishëm en de Lanë, zo'n veertig kilometer oostelijk van de havenstad Durrës. De stad heeft 557.070 inwoners (2011) en de hele agglomeratie Tirana telt ruim 900.000 inwoners (2021). Tirana is bovendien de hoofdplaats van de gelijknamige prefectuur, waar ongeveer 32,2% van de totale bevolking van Albanië woont.
Tirana werd in 1920 de hoofdstad van Albanië. In dat jaar was het nog maar een klein plaatsje, dat bij wijze van compromis tussen het noorden en het zuiden van Albanië de hoofdstad mocht worden. In de loop van de 20e eeuw is Tirana ooit veel grotere plaatsen als Shkodër, Durrës en Korçë gaan overvleugelen en is de stad in vrijwel alle opzichten de belangrijkste van het land geworden. De regering en het parlement, de Volksvergadering van Albanië, zijn er gevestigd, en ook het presidentieel paleis staat in het centrum van de stad.

## Geschiedenis

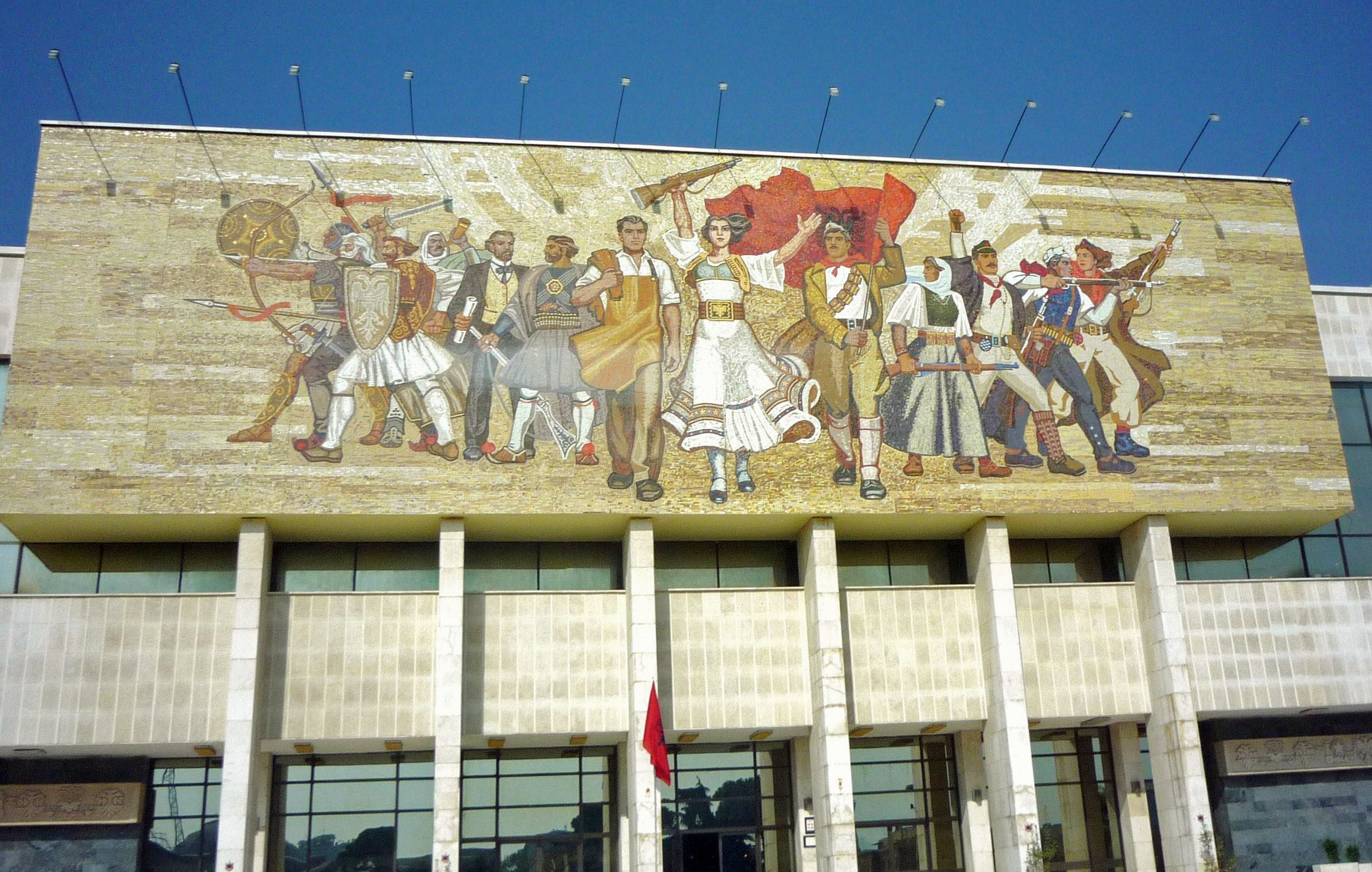
Het nationale museum van Albanië staat in Tirana

De streek rond Tirana wordt al vanaf de oude steentijd (paleolithicum) bewoond, getuige vondsten uit die periode. In de huidige stad zijn resten van een Romeinse villa uit de tweede of derde eeuw gevonden. In het begin van de zesde eeuw liet de Byzantijnse keizer Justinianus I in Tirana een versterking aanleggen, waarvan delen van de muren heden nog in het centrum van de stad te zien zijn.
Pas in het begin van de 17e eeuw werd Tirana een echte stad: volgens de overlevering stichtte de Ottomaanse generaal en Albanese edelman Sulejman Pasja in 1614 de stad: op een kruispunt van wegen bouwde hij een moskee (de huidige Et'hem Bey-moskee), marktplaats en hamam. De stad zou oorspronkelijk Tehran hebben geheten: Sulejman had voor de stichting van Tirana namelijk een succesvolle campagne gevoerd tegen het Perzische Rijk der Safawiden, en noemde zijn nederzetting naar de Perzische stad Teheran. In 1789 begon Molla Bey, de kleinzoon van Sulejman Pasja, met de bouw van de Et'hem Bey-moskee. Ze werd door zijn zoon Haxhi Et'hem Bey in 1821 afgewerkt.
Tirana bleef tot het begin van de 20e eeuw een kleine stad, totdat de hoofdstad van Albanië in 1920 op het Congres van Lushnjë van Lushnjë naar Tirana werd verplaatst. In korte tijd werd Tirana daarna de grootste en belangrijkste stad van het land. Het paleis van koning Zog I en het parlementsgebouw werden in de jaren 20 aangelegd.

## Geografie

### Ligging
De prefectuur Tirana wordt in het westen begrensd door de Adriatische Zee, maar in tegenstelling tot het westelijke district Kavajë, ten zuiden van Durrës, wordt het district Tirana uitsluitend door land omgeven. De hoofdstad ligt op een hoogte van 110 meter in het overgangsgebied tussen de kustvlakte rond Durrës in het westen en het meer heuvelige landschap in het oosten. Direct ten oosten van Tirana ligt de berg Dajt, het centrum van het gelijknamige nationaal park, en een populaire daguitstapjesbestemming onder veel stedelingen.
Tirana grenst volgens de wijzers van de klok aan de gemeenten Paskuqan, Dajt, Farkë, Vaqarr, Kashar, Bërxull en Kamëz, de zesde stad van het land.

### Bestuurlijke indeling
Administratieve componenten (njësitë administrative përbërëse) na de gemeentelijke herinrichting van 2015 (inwoners tijdens de census 2011 tussen haakjes):
Baldushk (4576) • Bërzhitë (4973) • Dajt (20139) • Farkë (22633) • Kashar (43353) • Krrabë (2343) • Ndroq (5035) • Petrelë (5542) • Pezë (6272) • Shëngjergj (2186) • Tiranë (418495) • Vaqarr (9106) • Zall-Bastar (3380) • Zall-Herr (9389).
De stad wordt verder ingedeeld in 147 plaatsen: Allgjatë, Arbanë, Baldushk, Balshaban, Barbas, Bastar - Murriz, Bastar i Mesëm, Bërzhitë, Besh, Bizë, Brrar, Bulçesh, Bulticë, Burimas, Çalabërzezë, Çerkezë-Morinë, Daias, Dajt, Damjan-Fortuzaj, Darshen, Derje, Dobresh, Domje, Dorëz, Dritas, Durishtë, Façesh, Fage, Farkë e Madhe, Farkë e Vogël, Ferraj, Fikas, Fravesh, Fushas, Gjysylkanë, Grebllesh, Grecë, Gropaj, Gror, Gurrë e Madhe, Gurrë e Vogel, Hekal, Herraj, Ibë e Poshtme, Ibë, Isufmuçaj, Kakunj, Kallmet, Kashar, Katundi i Ri, Kërçukje, Kllojkë, Koçaj, Krrabë, Kryezi, Kus (Bërzhitë), Kus (Kashar), Lagje e Re, Lalm, Lanabreges, Linzë, Lugë-Shalqizë, Lundër, Maknor, Mangull, Mazrek, Mënik, Mëzez, Mihajas-Cirmë, Mjull Bathore, Mner i Sipërm, Mullet, Mumajes, Murth, Mushqeta, Mustafakoçaj, Ndroq, Njësia bashkiake nr.1, Njësia bashkiake nr.2, Njësia bashkiake nr.3, Njësia bashkiake nr.4, Njësia bashkiake nr.5, Njësia bashkiake nr.6, Njësia bashkiake nr.7, Njësia bashkiake nr.8, Njësia bashkiake nr.9, Njësia bashkiake nr.10, Njësia bashkiake nr.11, Pajanë, Parpujë, Parret, Pashkashesh, Pëllumbas, Percëllesh, Petrelë, Pezë e Madhe, Pezë e Vogël, Pezë Helmës, Picall, Pinar, Pinet, Priskë e Madhe, Priskë e Vogël, Prush, Qafmollë, Qeha, Qinam, Radhesh, Rozaverë, Sauk, Sauqet, Selbë, Selitë Mali, Selitë, Sharrë, Shëngjergj, Shëngjin i Vogël, Shëngjin, Shënkoll, Shënkoll, Shesh, Shishtufinë, Shkallë, Shpat i Sipërm, Shpatë, Shytaj, Skuterë, Stërmas, Surrel, Tujan, Urë, Vakumone, Vaqarr, Varosh, Verri, Vesqi, Vilëz, Vishaj, Vrap, Yrshek, Yzberish, Zall - Herr, Zall Dajt, Zall-Bastar, Zall-Mner, Zbarqe, Zhurje.

## Stadsbeeld en bezienswaardigheden

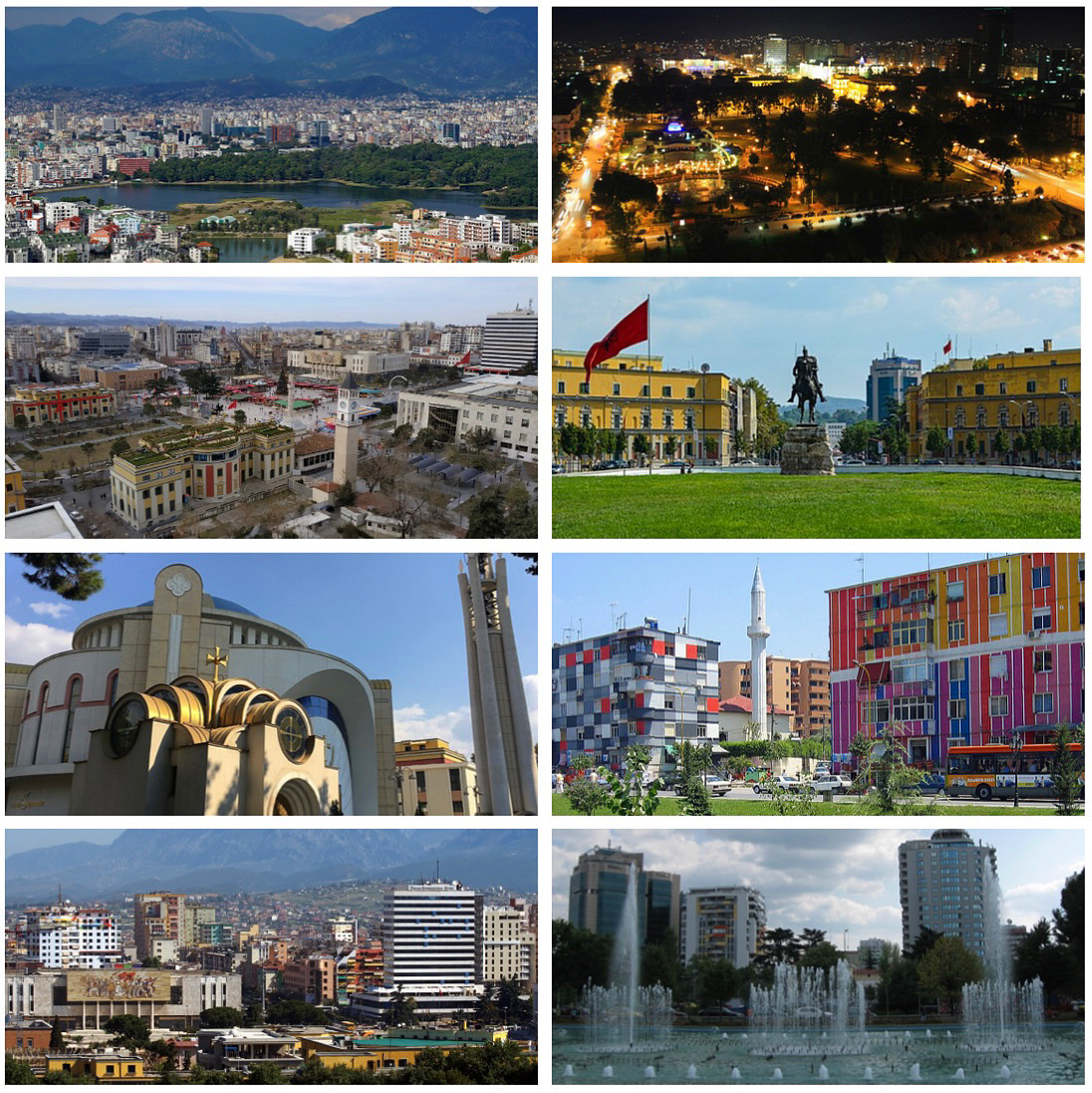
Collage van Tirana

### Skanderbegplein
Centraal in de stad ligt het Skanderbegplein (Sheshi Skënderbej), dat kolossale afmetingen heeft en in 2011-2012 volledig werd heringericht. Het is genoemd naar Albaniës nationale held Skanderbeg, die in de 15e eeuw gedurende verschillende decennia standhield tegen de oprukkende Turken.
Op het plein staat het Skanderbegmonument (Monumenti i Skënderbeut), een groot ruiterstandbeeld van de krijgsheer, naast een Albanese vlag. Aan de rand ervan bevinden zich verschillende regeringsgebouwen en het stadhuis van Tirana, het 15 verdiepingen tellende Tirana International Hotel, het grote Cultuurpaleis (Pallati i Kulturës) met binnenin de nationale opera en bibliotheek, de Klokkentoren (Kulla e Sahatit), de Et'hem Bey-moskee (Xhamia e Et'hem Beut), de nationale bank Banka e Shqipërisë en het Nationaal Historisch Museum (Muzeu Historik Kombëtar), met aan de voorkant de reusachtige mozaïek De Albanezen.

### Noordelijk en zuidelijk van het Skanderbegplein
Vanaf het Skanderbegplein loopt in noordelijke richting de Bulevardi Zogu I, die het plein met de ringweg (Unaza) en het station van Tirana verbindt. In zuidelijke richting loopt de statige Bulevardi Dëshmorët e Kombit ('boulevard der martelaren van de natie'), die de Lanërivier kruist. Deze laan huisvest onder meer een aantal overheidsgebouwen en het piramidevormige voormalige Mausoleum van Enver Hoxha (Piramida) en eindigt op het Sheshi Nënë Tereza ('Moeder Teresaplein'), waar het hoofdgebouw en het rectoraat van de Universiteit van Tirana (Universiteti i Tiranës) liggen. Aan Sheshi Italia ('Italiëplein') net ten oosten van Sheshi Nënë Tereza liggen het luxueuze Sheraton Hotel Tirana en het Air Albania Stadion, ook bekend als de Arena Kombëtare (nationaal stadion).

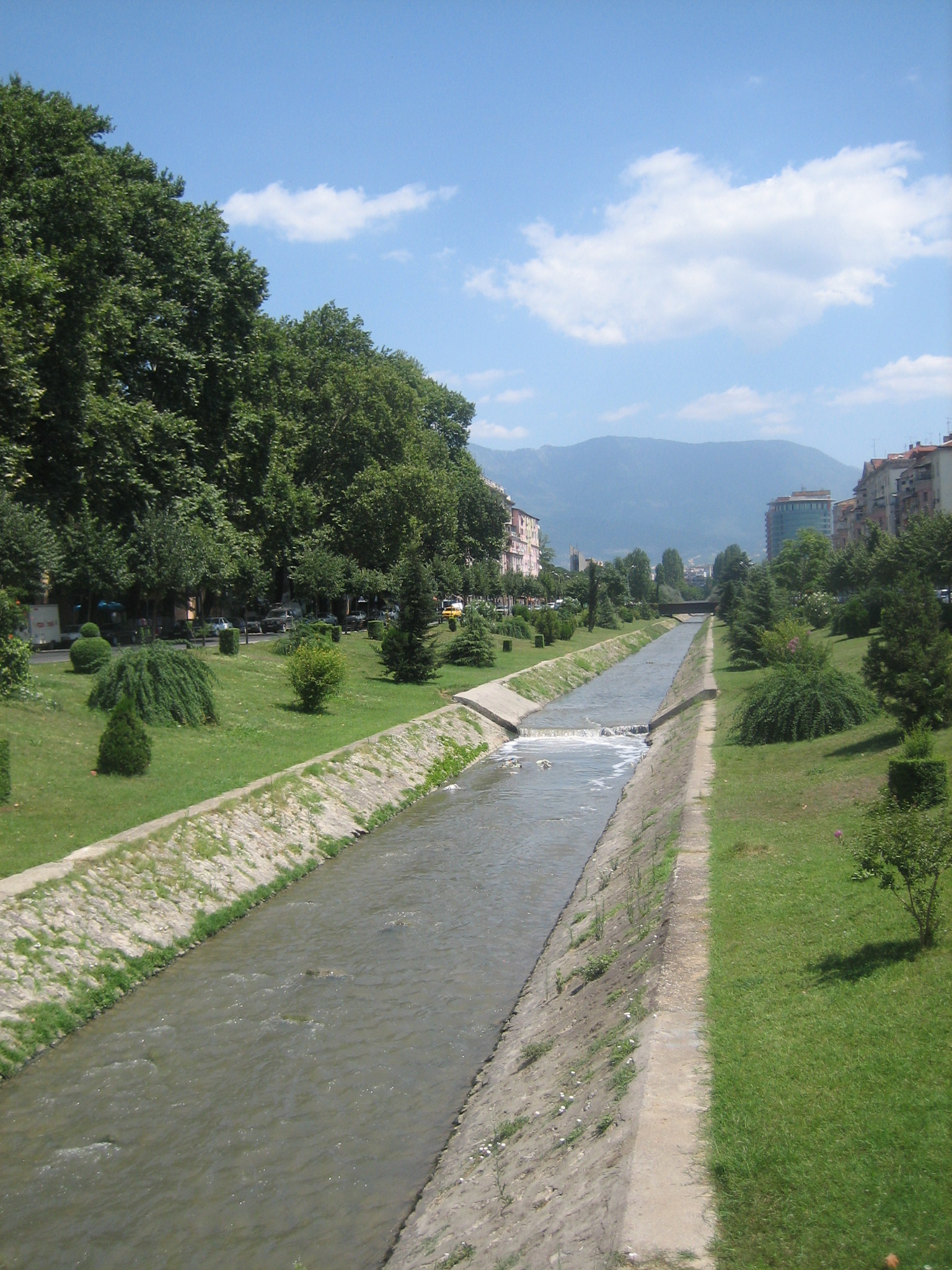
De Lanë in Tirana

Net ten zuiden van Sheshi Nënë Tereza en Sheshi Italia ligt op en rond een heuvel het 230 hectare grote Parku i Madh ('groot park'), de bij joggers, wandelaars en vissers populaire groene long van de stad. In het park liggen de Nationale Martelarenbegraafplaats van Albanië (Varrezat e Dëshmorëve të Kombit) — de grootste begraafplaats van het land — met het twaalf meter hoge standbeeld Moeder Albanië (Nëna Shqipëri) en het Britse Tirana Park Memorial Cemetery. Op beide begraafplaatsen liggen gesneuvelden uit de Tweede Wereldoorlog. Aan de voet van het park ligt een artificieel meer met net ten westen ervan een zwembadencomplex.

### Westelijk van het Skanderbegplein
Ten westen van de Bulevardi Dëshmorët e Kombit loopt parallel de Rruga Ibrahim Rugova, tot 2012 de Bulevardi Dëshmorët e 4 Shkurtit ('boulevard der martelaren van de vierde oktober'). Tussen beide lanen ligt ter grootte van een huizenblok het centrale stadspark Parku Rinia ('jeugdpark') met het iconische moderne restaurantcomplex Tajvani ('Taiwan').
De wijk Blloku ('het blok'), ten zuidwesten van Parku Rinia, wordt in het oosten door de Rruga Ibrahim Rugova en in het noorden door de Lanë begrensd. Blloku was tijdens de communistische periode voorbehouden aan hoge functionarissen van het regime, en verboden terrein voor de gewone man. Tegenwoordig is het een geliefde uitgaanswijk, met talrijke restaurants, cafés en bars. Aan de Rruga Ismail Qemali ligt het voormalige huis van dictator Enver Hoxha tegenover een aaneenschakeling van horecazaken met in de zomer terrasjes vol jongeren.
Westelijk van Blloku ligt het Selman Stërmasi-stadion (Stadiumi Selman Stërmasi), het tweede stadion van de stad.

### Oostelijk van het Skanderbegplein

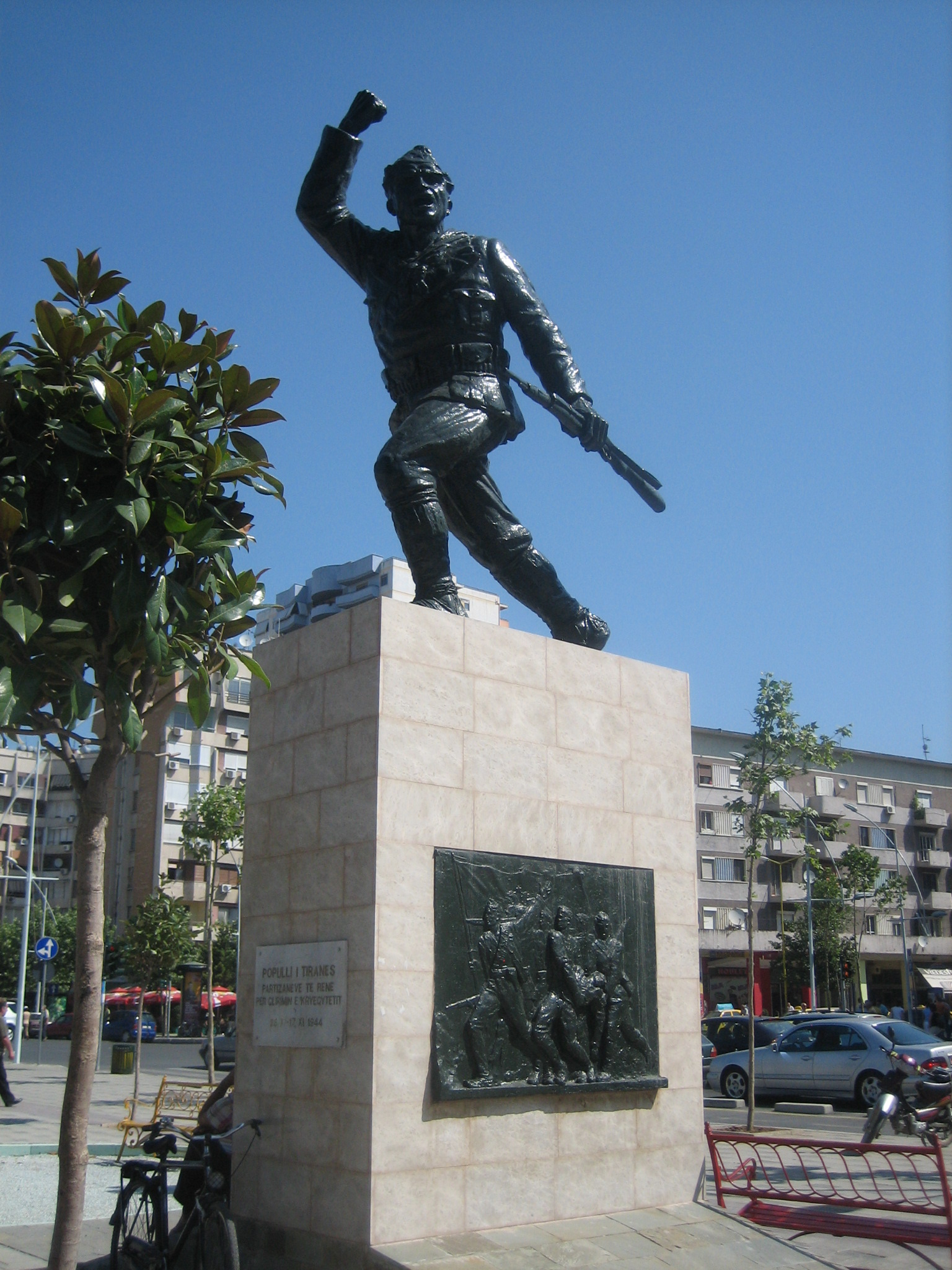
Standbeeld van de Onbekende Partizaan

De Rruga Ludovik Shllaku en Rruga Luigj Gurakuqi verbinden het Skanderbegplein met Sheshi Avni Rustemi ten noordoosten ervan. Het plein biedt toegang tot de centrale markt Pazari i Ri ('nieuwe bazaar') maar huisvest zelf doorgaans ook kraampjes, met name olijven- en fruitstalletjes. Zuidelijk van de Rruga Luigj Gurakuqi loopt de Rruga George W. Bush naar de Lanë, met aan het westelijke eind het standbeeld van de Onbekende Partizaan en in de buurt van het oostelijke eind de Ottomaanse boogbrug Ura e Tabakëve ('leerlooiersbrug'). Sinds de jaren 1930 stroomt de Lanë niet langer onder de brug door. Ten zuidwesten van de Rruga George W. Bush ligt in een parkomgeving het gebouw van de Volksvergadering van Albanië; zuidwestelijk daarvan, aan de Bulevardi Zhan D'Ark langs de Lanë, staat de rooms-katholieke Sint-Pauluskathedraal uit 2002.

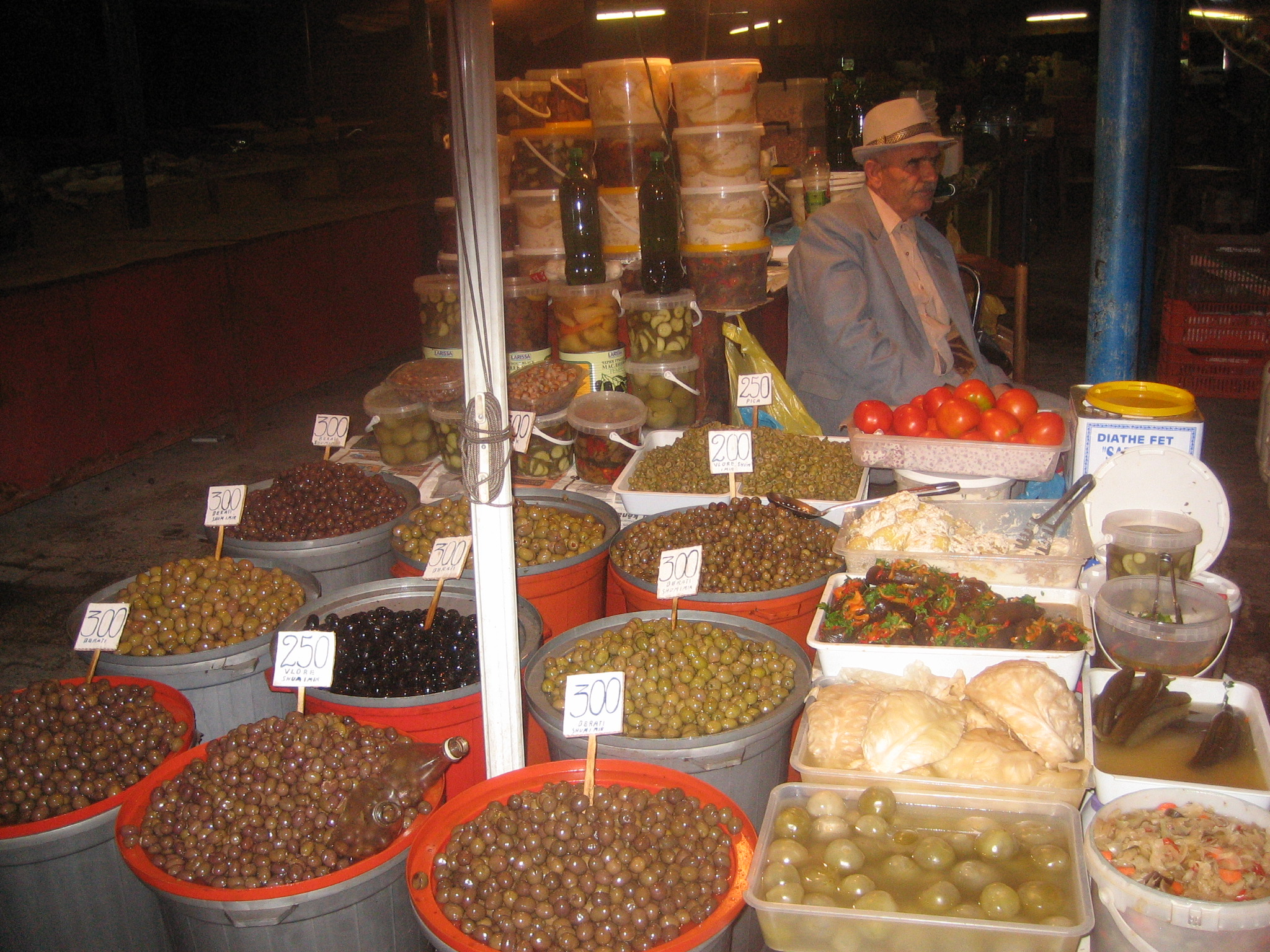
Olijvenstalletje op een avondlijk Sheshi Avni Rustemi

In de Rruga e Elbasanit, een blok ten oosten van het Mausoleum van Enver Hoxha en het Qemal Stafastadion, liggen verschillende ambassades, waaronder die van Rusland en de Verenigde Staten.

## Sport

### Voetbal
Tirana telt twee voetbalclubs: KF Tirana en  Partizan Tirana. De clubs komen uit in de hoogste voetbalcompetitie van het land: de Kategoria Superiore. De succesvolste voetbalclub is KF Tirana; de club won 26 landstitels. Partizan Tirana won de landstitel 17 keer. De wedstrijden tussen deze (vooral politieke) rivalen staan bekend als de derby van Albanië.
De van oorsprong Tiranese club Dinamo Tirana (18 landstitels) veranderde haar naam in 2023 naar FC Dinamo City en vestigde zich in Elbasan, een stad ongeveer 40 kilometer van Tirana vandaan. 

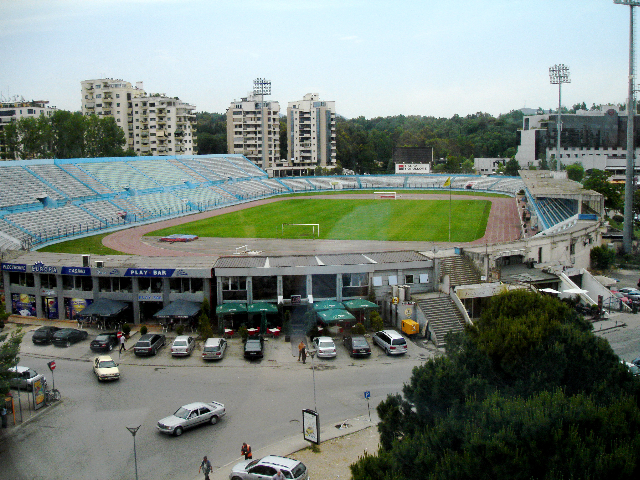
Het Qemal Stafastadion (1947-2016)

In Tirana stond van 1947 tot en met 2016 het Qemal Stafastadion. Dit stadion had een capaciteit
van 19.700 toeschouwers. Dit nationale stadion werd gebruikt voor interlands van het Albanees voetbalelftal en thuiswedstrijden van Partizan Tirana. KF Tirana en Dinamo Tirana speelden Europese wedstrijden ook in het Qemalstafa Stadion. 

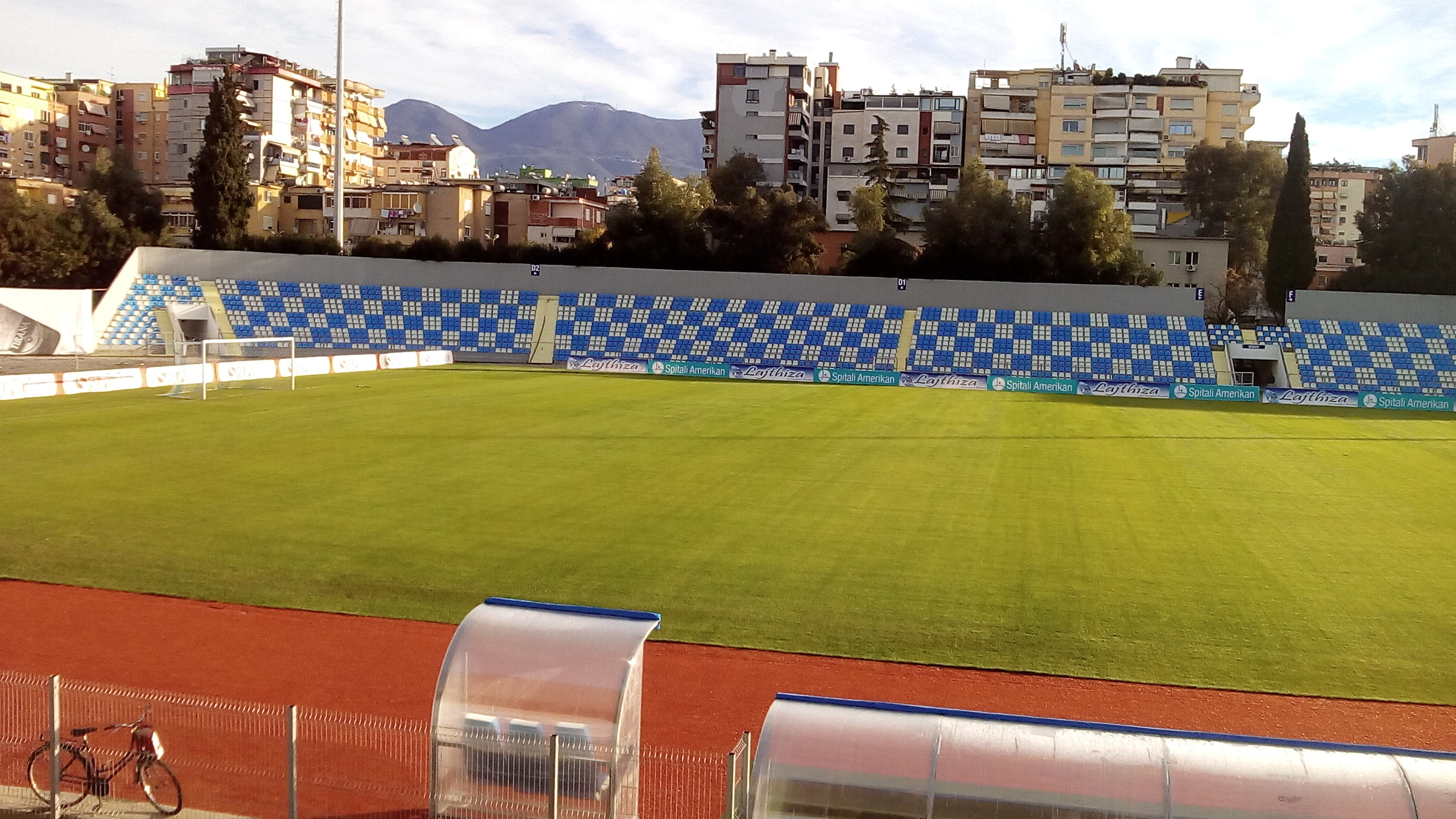
Het Selman Stërmasistadion (geopend in 1956)

De thuisbasis van KF Tirana is het Selman Stërmasistadion. Dit stadion biedt plaats aan 9.500 toeschouwers. Ook Dinamo Tirana speelde geregeld wedstrijden in dit stadion.
In november 2019 werd het moderne Air Albania Stadion geopend op de plek waar het Qemal Stafastadion stond. Het stadion biedt plaats aan 22.500 toeschouwers. Sinds de opening speelt het Albanees voetbalelftal er zijn wedstrijden. Daarnaast maken verschillende Albanese voetbalclubs ook gebruik van het stadion. In mei 2022 werd in het stadion de eerste finale van de UEFA Conference League gespeeld.

Het in 2019 geopende Air Albania Stadion, het voetbalstadion van het Albanese voetbalelftal

Sinds 2022 ligt er in Tirana een sportaccommodatie, genaamd Kompleksi Partizani, met een capaciteit van 4.500 toeschouwers. Het is de thuishaven van Partizan Tirana.

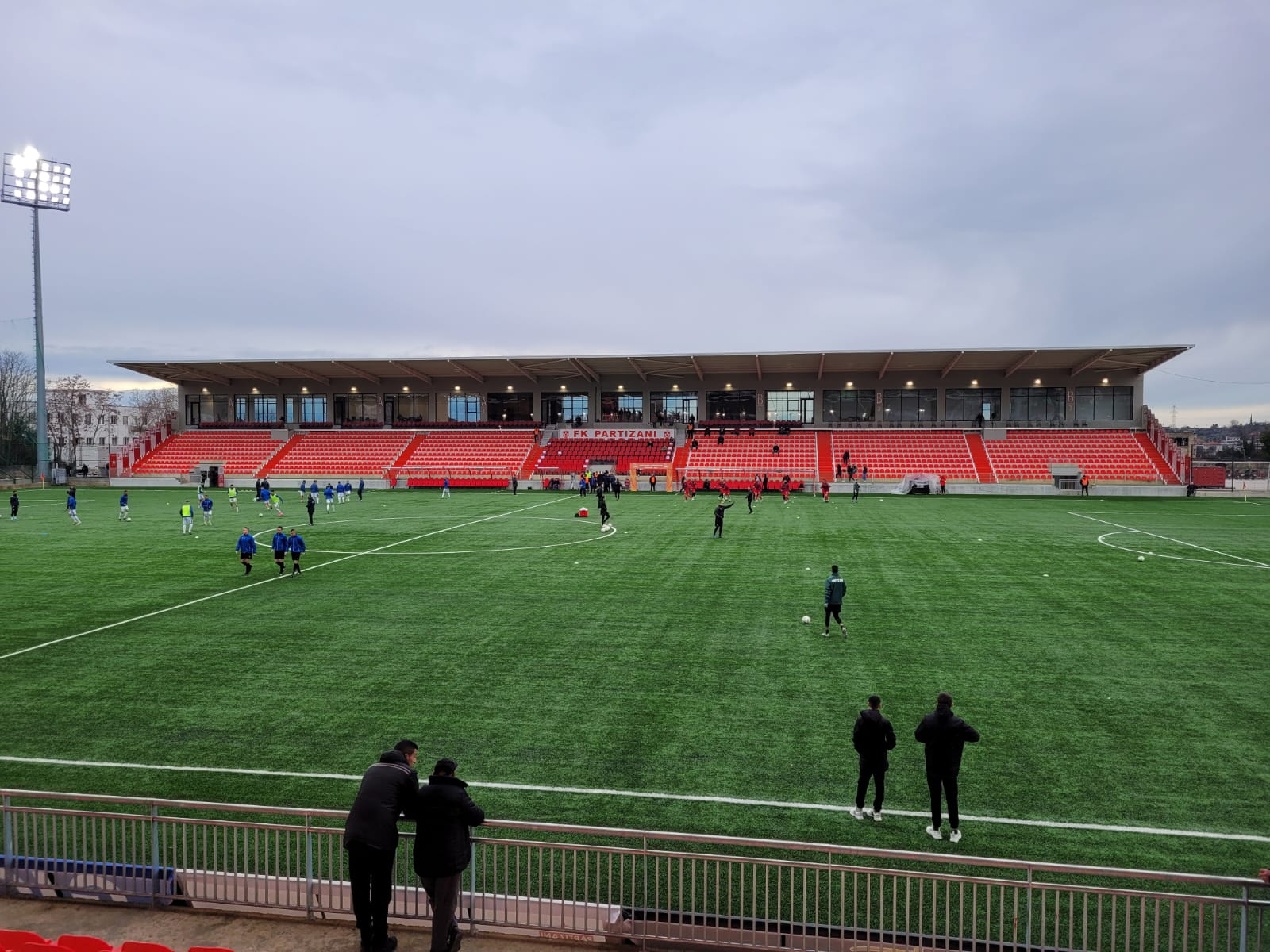
Kompleksi Partizani (geopend in 2022), thuishaven van Partizan Tirana

### Andere balsporten
De stad beschikt over een grote arena voor basket- en volleybal, die tijdens de Kosovo-oorlog in 1999 werd gebruikt om vluchtelingen in op te vangen. Basketbalclubs B.C. Partizani Tirana en PBC Tirana komen uit in de hoogste divisie in het Albanese basketbal en zijn respectievelijk het succesvolste (33 titels) als het op een na succesvolste (18 titels) teams van het land.
Futsal Klub Tirana is de zaalvoetbalafdeling van SK Tirana. Het volleybalteam van de vereniging heet eveneens SK Tirana.

### Evenementen
Op 25 mei 2022 werd in het Air Albania Stadion de eerste finale van de UEFA Conference League gespeeld tussen AS Roma en Feyenoord.
In mei 2025 was Tirana aankomstplaats van de eerste etappe en werd de tweede etappe in de vorm van een tijdrit van wielerkoers Ronde van Italië in Tirana georganiseerd. Dit leverde etappezeges op voor respectievelijk de Deen Mads Pedersen en Brit Joshua Tarling.

## Partnersteden
Tirana onderhoudt 31 stedenbanden:
- Ankara (Turkije)
- Athene (Griekenland)
- Barcelona (Spanje)
- Boekarest (Roemenië)
- Brussel (België)
- Bursa (Turkije)
- Cobourg (Canada)
- Doha (Qatar)
- Florence (Italië)
- Genua (Italië)
- Kiev (Oekraïne)
- Madrid (Spanje)
- Marseille (Frankrijk)
- Moskou (Rusland)
- Parijs (Frankrijk)
- Peking (China)
- Podgorica (Montenegro)
- Praag (Tsjechië)
- Pristina (Kosovo)
- Prizren (Kosovo)
- Rome (Italië)
- Sarajevo (Bosnië en Herzegovina)
- Seoel (Zuid-Korea)
- Sofia (Bulgarije)
- Stockholm (Zweden)
- Thessaloniki (Griekenland)
- Turijn (Italië)
- Ulcinj (Montenegro)
- Vilnius (Litouwen)
- Zagreb (Kroatië)
- Zaragoza (Spanje)